# Casa Dusai
La Casa Dusai fou un palau situat al carrer del Regomir de Barcelona, actualment desaparegut.

## Història

### Construcció i esplendor
El carrer del Regomir se situava al final del decumanus de Bàrcino, just sobre el castellum que tancava la ciutat romana per la part de mar, en un portal que sembla que es mantingué fins al segle xiii. Els anys 1236 i 1263 consta que Berenguer Durfort hi comprà diverses cases, i el 1303, la seva filla Guillemona estava casada amb Barceló Dusai, membre d'una de les famílies mercantils més riques de la ciutat i que donà nom al palau. L'hereu de Guillemona fou el seu fill Guillem Pere Dusai i Durfort, succeït pel seu fill Eimeric.
Sembla que durant el segle xvi es va reconstruir la casa amb un pati esplèndid a dos nivells, amb colunmes jòniques les del primer i corínties les del segon, i pedestals decorats amb trofeus romans. L'obra ha estat atribuïda a l'escultor Damià Forment, tot i que autors com Duran i Sanpere ho han posat en dubte.

A finals del segle xviii, era un dels palaus més destacats de Barcelona, com es recull en el Viage de España d'Antoni Ponç (1772-1794):
| « | La casa Dusai en la calle llamada del Regomir se empezó a labrar con magnificiencia, según parece, á principios del siglo XVI. Lo manifiestan bien las columnas que corresponden á las galerías de la mitad del patio en el primero, y segundo alto, aquellas de orden jonico, y estas del corintio, sobre pedestales con baxos relieves de trofeos. | » |

### Enderrocament i reedificació

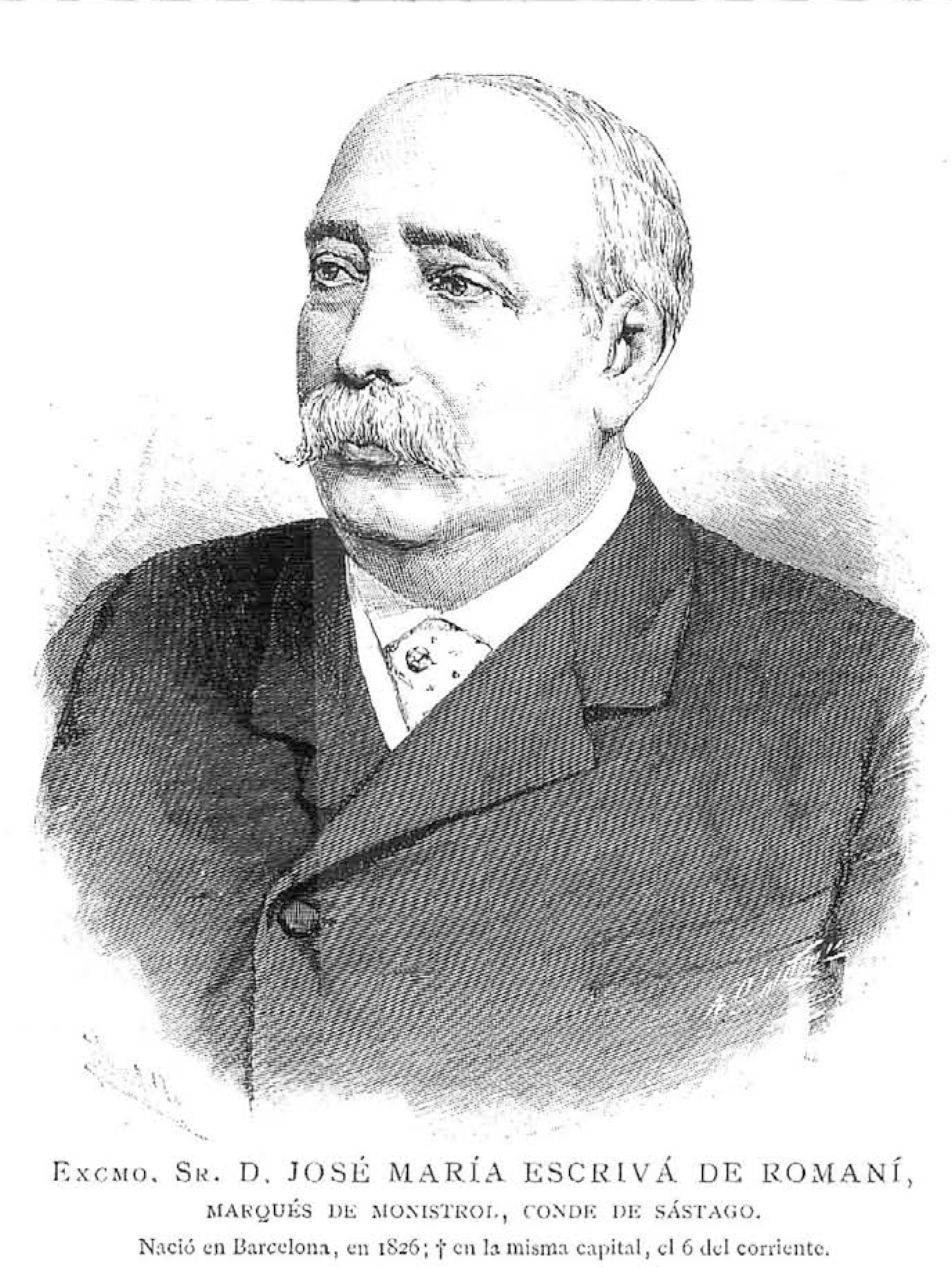
Retrat de Josep Maria Escrivà de Romaní i Dusai

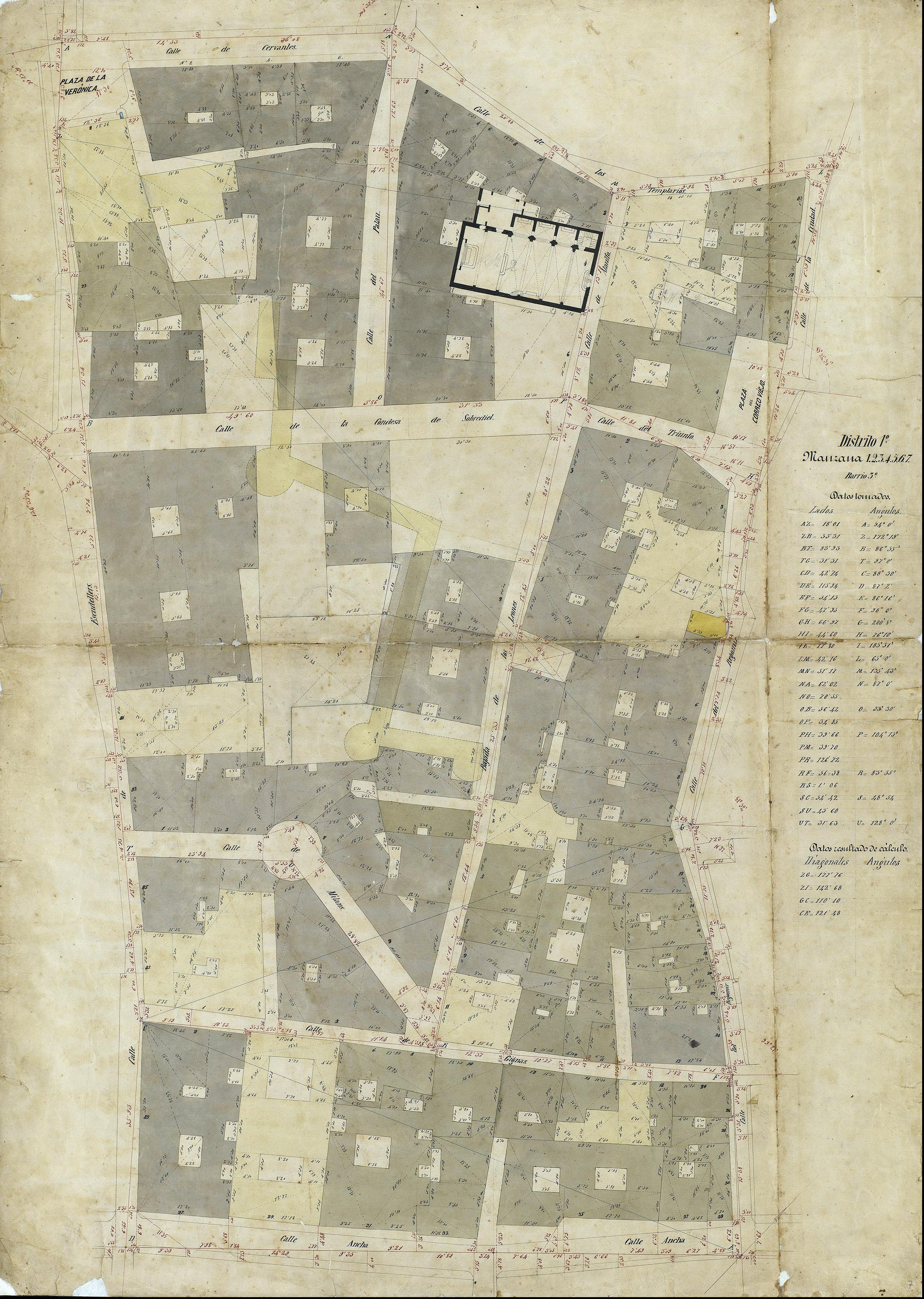
Quarteró núm. 7 de Garriga i Roca (c. 1860)

L'any 1854, Maria Francesca de Dusai i de Fivaller (1802-1854), segona marquesa de Monistrol d'Anoia, va sol·licitar permís per a enderrocar el vell palau. En morir aquell mateix any, va ser el seu fill Josep Maria Escrivà de Romaní i Dusai (1825-1890), tercer marquès de Monistrol i baró de Beniparell, Argeleta i Prullans, qui el faria efectiu entre finals del 1854 i principis del 1855. El marquès en va establir en emfiteusi una parcel·la de 35 pams d'amplada al llauner Pere Marsal i Pujol, que hi tindria un magatzem, i una altra de 30 pams a Josep Fargas i Bertran i la seva esposa Maria Àngela Vilalta. El mestre d'obres Josep Fontserè i Mestre hi projectà tres cases: la del marquès (actual número 6), la de Marsal (actual número 8 bis), i la de Fargas (actual número 8).